# Amy Knoles
Amy Knoles (* 1959) ist eine US-amerikanische Musikerin (MIDI-gestützte elektronische Perkussion, Komposition).
Knoles entdeckte Ende der 1970er Jahre bei der Beschäftigung mit multimedialen Stücken Morton Subotnicks ihr Interesse für interaktive Computermusik. Sie studierte elektronische Perkussion am California Institute of the Arts, wo sie anschließend lehrte. Sie war Composer-in-Residence am Music Center of Los Angeles, erhielt u. a. den Subito Grant des American Composers Forum, den Lester Horton Award, den UNESCO International Prize for the Performing Arts-2000, den Individual Artist Fellowship Award und den Composer in Residence Grant des American Composers Forum.
Dreißig Jahre lang leitete sie die California E.A.R. Unit, die neunzehn Jahre lang Ensemble in Residence des Los Angeles County Museum of Art war und mit dem The Roy and Edna Disney CalArts Theater zusammenarbeitete. Sie trat bei zahlreichen internationalen Festivals für Neue Musik auf und arbeitete mit Musikern wie Rachel Rosenthal, Robert Henke (Monolake), Frank Zappa, Morton Subotnick, Alison Knowles, Michael Sakamoto, Victoria Marks, Basso Bongo, John Cage, Elliott Carter, Julia Wolfe, Morton Feldman, David Lang, Mauricio Kagel, Vinko Globokar, Michael Gordon, Louis Andriessen, Stephen Mosko, Charles Wuorinen, Don Preston, Arthur Jarvinen, Steve Reich, Tod Machover, Quincy Jones und Ulrich Krieger zusammen.
Projekte der Video-, Tanz- und Performancekunst realisierte sie u. a. mit Rachel Rosenthal, Victoria Marks, Michael Sakamoto, Waewdao Sirisook, Heidi Duckler's Dance Theater, der Margarete Jenkins Dance Company, Lynette Kessler, Doug Elkins und Wendy Rogers. Ihre Diskographie umfasst mehr als dreißig CDs.
Knoles lehrt als Professorin an der Faculty of Electronic Percussion der Herb Alpert School of Music am California Institute of the Arts.